# Caladenia gracillima
Caladenia gracillima är en orkidéart som först beskrevs av Herman Montague Rucker Rupp, och fick sitt nu gällande namn av David Lloyd Jones. Caladenia gracillima ingår i släktet Caladenia och familjen orkidéer. Inga underarter finns listade i Catalogue of Life.